# Sivoglava priba
Sivoglava priba ali pepelasta priba (znanstveno ime Vanellus cinereus) je vrsta pribe (Vanellus) in pripadnik družine deževnikov (Charadriidae). Ptica je prebivalka azijskih dežel, kjer biva na traviščih, mokriščih in priložnostno tudi umetnih površinah. V Sloveniji so redko vrsto pribe prvič zabeležili v začetku avgusta 2021 v Škocjanskem zatoku.

## Značilnosti
Gre za pribo rjave barve, ki ima sivo obarvano glavo in vrat. Bel trebuh in sive prsi ločuje temni pas. Ptica ima svetlo rumen kljun. Med letom je moč videti črna primarna peresa in bela sekundarna peresa. Trtica je bela, rep je temnejše barve.
Vrsta se prehranjuje pretežno z žuželkami, črvi in raki. Sivoglava priba velja za družabno vrsto, ki živi v ohlapnih majhnih jatah. Občasno se družijo pribe različnih vrst.

## Habitat in razširjenost
Sivoglava priba je azijska vrsta, ki ima na Rdečem seznamu IUCN status najmanj ogrožene vrste. Priba biva na kopnih površinah in v ekosistemih sladke celinske vode. Večinoma se pojavlja na raznih traviščih in mokriščih, poseljuje pa tudi umetne površine, kjer so vidni antropogeni vplivi.
Pepelasta priba je celoletna vrsta na Kitajskem (Hongkong), v Koreji in azijskem delu Rusije. Kot ptica selivka priba gnezdi na Japonskem, medtem ko preostali čas preživlja v Bangladešu, Kambodži, Indiji, Mongoliji, Mjanmarju, Nepalu, Filipinih, Tajvanu, Tajski in Vietnamu. Prehodno (klateški posamezniki) se pojavlja v Indoneziji, Maleziji, Singapuru in Šrilanki, a tam ne gnezdi.

### V Sloveniji
V Sloveniji je redko vrsto pribe prvi videl in fotografiral obiskovalec Škocjanskega zatoka Miroslav Repar dne 5. avgusta 2021. Ptica se je nahajala pred opazovalnico številka 5, kjer se je prehranjevala. V Škocjanskem zatoku je priba ostala še nekaj sledečih dni.
Do omenjenega opazovanja vrste Vanellus cinereus v Sloveniji še niso zasledili in ni imela niti slovenskega imena. Pribi so pristojni nadeli začasno ime sivoglava (po angleški različici grey-headed lapwing) ali pepelasta priba. Poleg dejstva, da je dogodek prvo opazovanje sivoglave pribe v Sloveniji, je ključno tudi, da je to zgolj peto zabeleženo srečanje na celotnem arealu Zahodne Palearktike.

## Galerija
- Rjava in siva ptica ima živo oranžen kljun s črno konico.
- Bel trebuh in siva prsa ločuje črn pas.
- Sivoglava priba je ptica mokrišč in travišč.
- Priba se prehranjuje pretežno z žuželkami, črvi in raki, pa tudi z ribami.
- Vrsta živi v ohlapnih majhnih jatah.
- Oglaša se glasno in piskajoče.